# Пєсочне (Богородський район)
Пєсочне (рос. Песочное) — присілок в Богородському районі Нижньогородської області Російської Федерації.
Населення становить 304 особи. Входить до складу муніципального утворення Алешковська сільрада.

## Історія
Від 2004 року входить до складу муніципального утворення Алешковська сільрада.

## Населення
| 1999 | 2002 | 2010 |
| ---- | ---- | ---- |
| 345  | ↘342 | ↘304 |